# 无穷序列
无穷序列是指成员数量无穷多的序列，是一个建立了排列关系（有序）的无穷集合。例如：
- 自然数序列：N=1，2，3，4，……
- 奇数序列：2N-1=1，3，5，7，……
- 偶数序列：2N=2，4，6，8，……
- 斐波那契序列：F=1，1，2，3，5，8，……

（{\displaystyle F_{1}=1}，{\displaystyle F_{2}=1}，{\displaystyle F_{k+1}=F_{k}+F_{k-1}}）